# Estouffat catalan
L'estouffat catalan est la déclinaison en Catalogne française des nombreuses estouffades occitanes. Les plus renommées sont l'estouffat à la toulousaine, à la bordelaise, à la quercynoise et à l'ariégeoise.

## Étymologie
L'estouffat, ou estouffade, est une cuisson à l'étuvée, qui est une variante languedocienne et catalane de la daube provençale. Ce mets à base de bœuf ou de porc est accompagné de légumes et cuisiné au vin rouge ou au vin blanc.

## Ingrédients
Sa préparation nécessite tranches de bœuf, vin blanc, huile d'olive, beurre, carottes, oignon, tomates, pommes de terre, bouquet garni, sel et poivre.

## Préparation

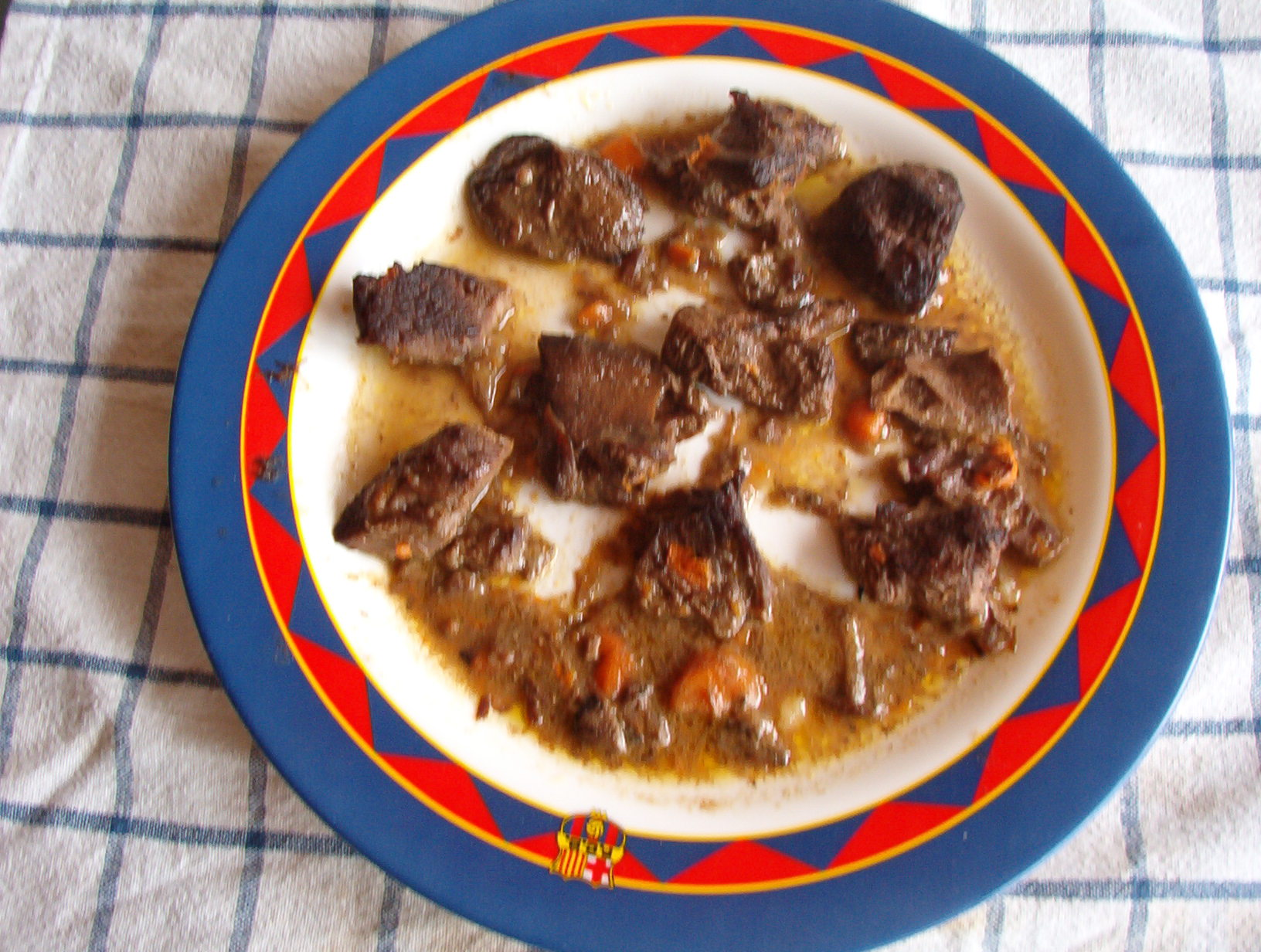
Estouffat catalan.

Les tranches de bœuf sont mises à rissoler dans une poêle puis placées en cocotte avec carottes et oignon. Dès que l'oignon est doré s'ajoutent le vin blanc, les tomates, le bouquet garni ainsi que sel et poivre. Puis les pommes de terre sont déposées sur la viande et l'ensemble est mis à mijoter.
L'accompagnement de base, pommes de terre et carottes, peut être enrichi de saucisse, couenne, poitrine de porc séchée, haricots tarbais, blanc de poireau, navet, gousse d'ail et cèpes.

## Accord mets/vin
Ce mets s'accorde parfaitement avec un vin rouge du vignoble du Languedoc-Roussillon.